# Culex cerqueirai
Culex cerqueirai är en tvåvingeart som beskrevs av Jose Valencia 1973. Culex cerqueirai ingår i släktet Culex och familjen stickmyggor.
Artens utbredningsområde är Panama. Inga underarter finns listade i Catalogue of Life.